# 梁銘越
梁銘越（1941年—），作曲家、民族音樂學家、古琴及簫等多樣樂器演奏家。第一位以古琴為研究題材取得博士學位的華人學者。曾任美國、加拿大及臺灣多所大學音樂系教授。其創作領域涵蓋管弦樂、中英文歌劇、室內樂、新世紀音樂、鋼琴獨奏等。曾獲得阿特沃特·肯特當代作曲獎、金鼎獎、中山文藝獎、國家文藝獎等多個獎項。

## 生平
1941年出生於湖南新晃縣，父親梁在平當時是土木工程師。四歲時，因抗戰搬到重慶，由於梁在平常和友人聚會、玩音樂，梁銘越從小耳濡目染。
舉家遷至臺灣後，梁銘越開始向胡瑩堂學習古琴，並參與梁在平組織的「魯聲」國樂社，學習吹笙，除此之外，他還學了崑曲 、小提琴等，曾師從馬熙程。
梁銘越為國立臺灣藝術專科學校音樂科第一屆學生，主修小提琴，師從鄧昌國。畢業後考上美國夏威夷大學音樂系，主修作曲，大學期間補上了以前不足的基礎訓練，最後以六重奏《凌虛》和弦樂四重奏兩部作品畢業，其中《凌虛》還獲得「阿特沃特·肯特當代作曲獎」，更因此申請上加州大學獎學金，進入該校研究民族音樂學。
曾和許博允、陳茂萱、張邦彥等作曲家在1962年組成江浪樂集。
就讀加州大學期間，向羅伊·哈里斯、亨利·拉扎羅夫和約翰·樊尚等人學習作曲，並且第二度獲得「阿特沃特·肯特當代作曲獎」。參與梅利·梅塔指導的加州大學樂團，以及羅傑·華格納合唱團，亦從米夏·艾爾曼的學生布萊曼女士學習小提琴。碩士論文為 The Chinese Chʻin: Its History and Music 。後來又以 The Art of Yin-Jou Techniques for the Seven-Stringed Zither 一文取得博士學位。
1970年到舊金山大學創立民族音樂學系，兩年後改至加拿大不列顛哥倫比亞大學任教。
1982年離開加拿大至馬里蘭大學，開始研究合成器及電子音樂。
1990年受到東海大學的邀請回臺任教，1992年任職文化大學藝術硏究所所長，1994年成為國立交通大學應用藝術研究所教授，又於1997年擔任北德克薩斯大學音樂學院客座教授。
梁銘越到過許多國家演出，曾舉行過一百五十多場演奏會，其中梁在平、梁銘越父子曾多次同臺演出，例如：在臺北市社教館舉行琴箏合奏，1987年的兩廳院「琴箏之夜」演出。

## 發明
- 自創樂器「鳴箏」：十一絃，結構上主要是將箏縮小、加大表面弧度，音域為兩個八度的五聲音階，用琴弓演奏。特地為其譜了一曲〈桃源行〉，收錄於《夢蝶》。[2]

## 作品

### 作曲專輯
- 《成吉思汗的夢》，水晶唱片出版，以蒙古族音樂為題材創作
- 《問海》，獲得1986年金鼎獎[10]
- 《千春樂》，獲得1987年中山文藝獎[11]
- 《夢蝶》，獲得1987年國家文藝獎[12]
- 《中國》（China），與保羅·霍恩（英语：Paul Horn (musician)）合作[3]

### 演奏專輯
- 《梁在平、梁銘越父子琴簫合奏傑作集》
- 《梁在平、梁銘越父子箏簫合奏傑作集》
- 《琴韻箏聲集》（梁在平、梁銘越、汪振華合奏）
- The Flowing Waters: Guqin Music of Liang Mingyue，Lyrichord Discs，2007年
- Yangguan san die - Parting at Yangguan
- Chinese Masterpiece for the Ch'in: Ancient & Modern

### 音樂劇
- 《失落的熾陽》
- 《九歌》，1993年[13]

### 書籍
- 《梁銘越箏曲與箏歌創作集》
- Music of the Billion: An Introduction to Chinese Musical Culture (New York: Heinrichshofen, 1985) （《中國音樂通論》）
- 《歷史長河的民族音樂》

### 研究
- The Chinese Chʻin: Its History and Music
- The Art of Yin-Jou Techniques for the Seven-Stringed Zither

### 其它
- 〈台視之聲〉：臺灣電視公司（台視）於1990年4月28日至2002年使用的開播影片背景音樂

## 外部連結
- David Mingyue Liang在Allmusic上的頁面. [2021-10-20].
- David Mingyue Liang的Discogs页面（英文）
- 梁銘越演奏古琴曲〈華胥引〉 （页面存档备份，存于），香港中文大學圖書館「卞趙如蘭特藏」
- 梁銘越古琴專輯 Yangguan san die ，香港中文大學圖書館「卞趙如蘭特藏」
- YouTube上的「《成吉思汗的夢》  梁銘越  1997」播放列表，水晶索引聲音資料庫
- 《成吉思汗的夢》專輯文字部份 （页面存档备份，存于），水晶搖滾客同學會